# Boston-Marathon 2005

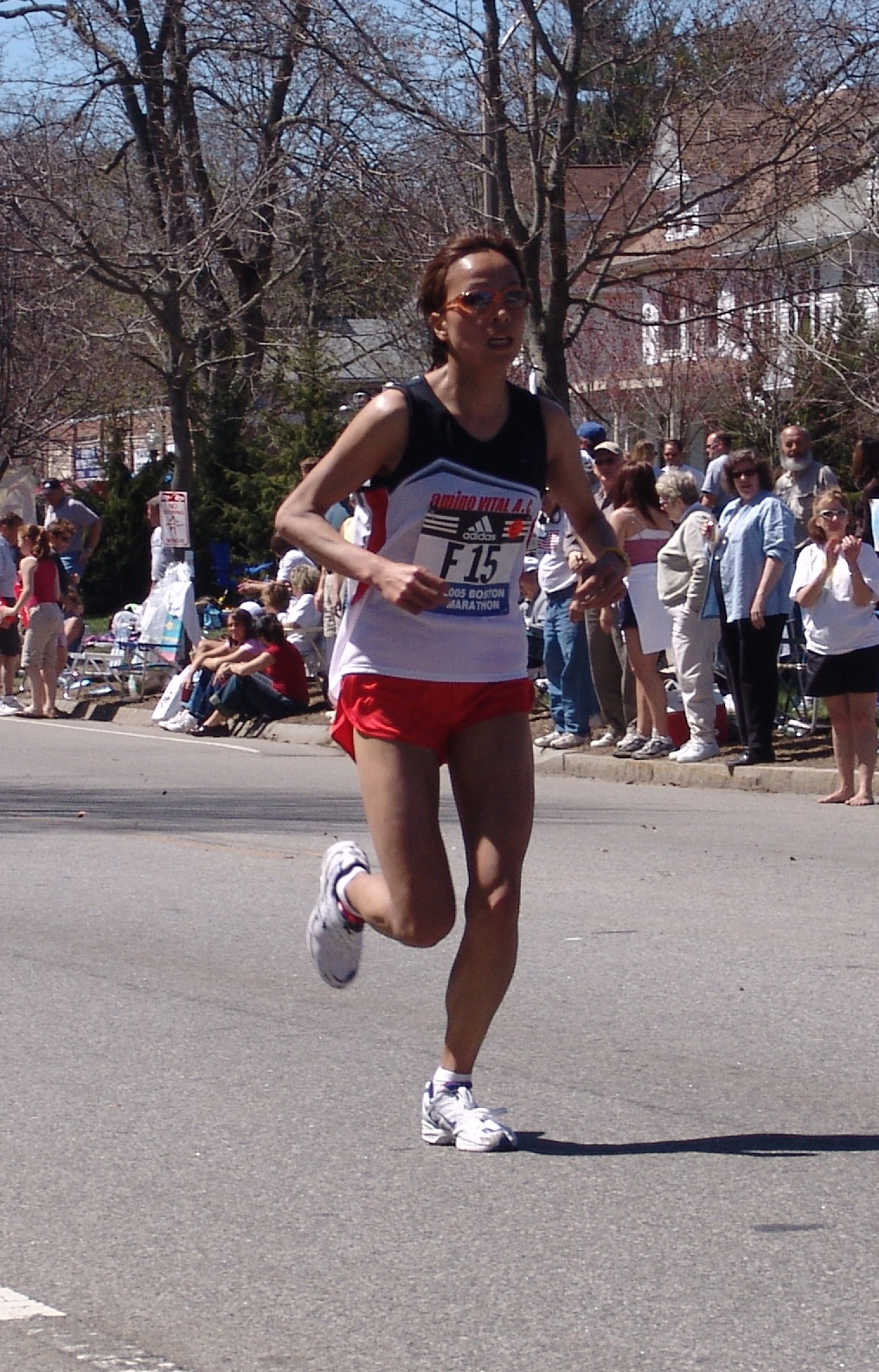
Mina Ogawa 2005 beim Boston-Marathon

Der Boston-Marathon 2005 war die 109. Ausgabe der jährlich stattfindenden Laufveranstaltung in Boston, Vereinigte Staaten. Der Marathon fand am 18. April 2005 statt.
Bei den Männern gewann Hailu Negussie in 2:11:45 h und bei den Frauen Catherine Ndereba in 2:25:13 h; für Ndereba war es nach 2000, 2001 und 2005 bereit der vierte Sieg in Boston.

## Ergebnisse

### Männer
| Platz | Athlet                    | Land               | Zeit (h) |
| ----- | ------------------------- | ------------------ | -------- |
| 01    | Hailu Negussie            | Äthiopien          | 2:11:45  |
| 02    | Wilson Onsare             | Kenia              | 2:12:21  |
| 03    | Benson Cherono            | Kenia              | 2:12:48  |
| 04    | Alan Culpepper            | Vereinigte Staaten | 2:13:39  |
| 05    | Robert Kipkoech Cheruiyot | Kenia              | 2:14:30  |
| 06    | Timothy Cherigat          | Kenia              | 2:15:19  |
| 07    | Benjamin Kipchumba        | Kenia              | 2:15:26  |
| 08    | Andrew Letherby           | Australien         | 2:16:38  |
| 09    | Mohamed Ouaadi            | Frankreich         | 2:16:41  |
| 10    | Peter Gilmore             | Vereinigte Staaten | 2:17:32  |

### Frauen
| Platz | Athletin           | Land      | Zeit (h) |
| ----- | ------------------ | --------- | -------- |
| 01    | Catherine Ndereba  | Kenia     | 2:25:13  |
| 02    | Elfenesh Alemu     | Äthiopien | 2:29:51  |
| 03    | Bruna Genovese     | Italien   | 2:29:51  |
| 04    | Swetlana Sacharowa | Russland  | 2:31:34  |
| 05    | Madina Biktagirowa | Portugal  | 2:32:41  |
| 06    | Ljubow Morgunowa   | Russland  | 2:33:24  |
| 07    | Shitaye Gemechu    | Äthiopien | 2:33:51  |
| 08    | Zhor El Kamch      | Marokko   | 2:36:54  |
| 09    | Mina Ogawa         | Japan     | 2:37:34  |
| 10    | Nuța Olaru         | Rumänien  | 2:37:37  |